# Raúl Conti
Raúl Conti (appelé aussi en France Raoul Conti), né le 5 février 1928 à Pergamino en Argentine et mort dans la même ville le 5 août 2008, est un joueur de football argentin, qui jouait en tant que milieu de terrain.

## Biographie
| « Le fantaisiste le plus génial qu'ait eu Bari » — Gianni Antonucci |  | « Il chausse la balle comme une pantoufle » — Bruno Roghi, journaliste sportif |

Conti commence sa carrière en 1947 dans un des clubs de la capitale argentine, le Racing Club de Avellaneda, club avec qui il reste durant quatre saisons, avant d'ensuite rejoindre pour une saison un autre grand club porteño, River Plate.
En 1951, il part tenter sa chance en Europe dans le pays de ses origines, l'Italie. Il rejoint l'équipe du Torino mais est immédiatement prêté au club français de l'AS Monaco, avec qui il inscrit 13 buts en 16 matchs (il se fait appeler Raoul Conti dans l'Hexagone). La saison suivante, les Monégasques achètent définitivement le joueur, où Conti évolue jusqu'en 1956. Avec le club de Turin, il joue son premier match le 7 octobre 1956 lors d'un nul 1-1 contre la Sampdoria en Serie A.
Lors de la saison de Serie A 1956-1957, il signe chez le grand club du nord de l'Italie de la Juventus pour une saison (7 buts en 30 matchs).
Il tente ensuite sa chance en jouant sous les couleurs de l'Atalanta pour la saison suivante, avant de tenter une dernière aventure en 1958 avec l'AS Bari, avec qui il termine sa carrière en 1962 (il quitte ensuite définitivement l'Italie après la naissance à Bari de son fils Norberto).